# Viva Emptiness
Viva Emptiness ist das sechste Studioalbum der schwedischen Metal-Band Katatonia. Es erschien im Jahr 2003 bei Peaceville Records.

## Entstehung und Veröffentlichung
Nach Last Fair Deal Gone Down blieb die Bandbesetzung erstmals über eine Veröffentlichung hinaus stabil. Katatonia tourten noch 2001 mit Opeth, legten 2002 eine längere Pause ein und nahmen Ende des Jahres ein neues Album auf. Viva Emptiness wurde von den Hauptkomponisten Anders Nyström und Jonas Renkse produziert, von Jens Bogren abgemischt und von Peter In De Betou gemastert. Travis Smith zeichnete erneut für das Artwork verantwortlich.

## Titelliste
1. Ghost of the Sun – 4:07
2. Sleeper – 4:08
3. Criminals – 3:47
4. A Premonition – 3:33
5. Will I Arrive – 4:09
6. Burn the Remembrance – 5:22
7. Wealth – 4:22
8. One Year from Now – 4:02
9. Walking by a Wire – 3:32
10. Complicity – 4:01
11. Evidence – 4:36
12. Omerta – 2:58
13. Inside the City of Glass – 4:08

## Stil
Im Vergleich zu Last Fair Deal Gone Down ist Katatonias charakteristische Mischung aus Dark Rock und Dark Metal auf Viva Emptiness weniger eingängig. Es finden sich weiterhin melancholische Melodien, schwere Riffs und einige elektronische Effekte, das Album ist jedoch insgesamt härter und sperriger, außerdem zeigen die Stücke teilweise Anklänge an den Progressive Rock von Bands wie Porcupine Tree oder Tool. Auch die Dynamik und die Wechsel zwischen ruhigen und aggressiven Passagen sind wieder ausgeprägt, in den komplexer strukturierten Stücken allerdings weniger vorhersehbar als auf dem Vorgängeralbum.

## Rezeption
Auch dieses Album wurde von der Presse äußerst positiv aufgenommen. Thom Yorke von Allmusic bezeichnet Viva Emptiness als „intellektuell fordernd und dennoch musikalisch zugänglich“. Kristian Selm von den Babyblauen Seiten urteilt: „Das Spannungsfeld aus Härte, ausgefeilter Rhythmik mit teils schräger Melodik und träger, lyrischer Gelassenheit, gepaart mit stimmigen, wunderbaren Gesangslinien sorgt für anhaltendes Hörvergnügen.“ Wolf-Rüdiger vom Rock Hard lobt: „Die Band gibt sich verspielt und hat ihre Songs facettenreich und bunt gestaltet. Großartige Melodien wurden mit großem kompositorischen Beiwerk versehen, jedes Stück bietet überraschende Wendungen, faszinierende Riffs, gewiefte elektronische Finessen und ein riesiges gesangliches Spektrum.“ Das deutsche Magazin Visions führte Viva Emptiness auf ihrer 2019 veröffentlichten Liste der 55 besten schwedischen Rockalben.